# Michael (film 2026)
Michael è un film del  2026 diretto da Antoine Fuqua.
Il film è scritto da John Logan e prodotto da Graham King per GK Film ed è incentrato sulla vita del cantante, cantautore e ballerino Michael Jackson, interpretato da suo nipote Jaafar Jackson.

## Trama
Il film segue la vita e la carriera di Michael Jackson, dal suo esordio da bambino con i Jackson 5 negli anni 60 ai suoi successi come artista solista a partire dagli anni 70 passando per i suoi grandi successi degli anni 80 fino ad arrivare alla nascita dei suoi figli e alle ultime settimane di vita del cantante; concentrandosi sia sulla sua creatività ed immagine pubblica (ad esempio le sue azioni di beneficenza) ma anche sulla sua vita privata come gli incontri con alcuni personaggi chiave della sua vita e carriera quali Berry Gordy, Diana Ross, Quincy Jones e l'avvocato John Branca.

## Personaggi
- Michael Jackson, interpretato da Jaafar Jackson (suo nipote) e da Juliano Krue Valdi da bambino: cantante, ballerino, frontman dei Jackson 5 e protagonista del film.
- Joe Jackson, interpretato da Colman Domingo: padre di Michael Jackson e manager dei Jackson 5.
- Katherine Jackson, interpretata da Nia Long: madre di Michael Jackson.
- John Branca, interpretato da Miles Teller: avvocato di Michael Jackson.
- Jackie Jackson, interpretato da Joseph David-Jones e da Nathaniel McIntyre da giovane: fratello di Michael Jackson e membro dei Jackson 5
- Tito Jackson, interpretato da Rhyan Hill e da Judah Edwards da giovane: fratello di Michael Jackson e membro dei Jackson 5.
- Jermaine Jackson, interpretato da Jamal R. Henderson e da Jayden Harville da giovane: fratello di Michael Jackson e membro dei Jackson 5.
- Marlon Jackson, interpretato da Tre Horton e da Jaylen Lyndon Hunter da giovane: fratello di Michael Jackson e membro dei Jackson 5
- LaToya Jackson, interpretata da Jessica Sula: sorella di mezzo di Michael Jackson.
- Berry Gordy, interpretato da Larenz Tate: fondatore della Motown, produttore dei Jackson 5.
- Suzanne de Passe, interpretata da Laura Harrier: assistente creativa di Berry Gordy.
- Bill Bray, interpretato da KeiLyn Durrel Jones: amico e bodyguard storico di Michael Jackson.
- Quincy Jones, interpretato da Kendrick Sampson: produttore di Michael Jackson (fino all'album Bad) e suo amico.
- Diana Ross, interpretata da Kat Graham: cantante e amica di Michael Jackson.
- Prince Jackson, interpretato da Reid McConville: figlio primogenito di Michael Jackson.
- Paris Jackson, interpretata da Peyton Riley McConville: figlia secondogenita di Michael Jackson.
- Bubbles, scimpanzé domestico di Michael Jackson, interpretato da un simile scimpanzé supportato dalla CGI.

Altri interpreti, come quelli di Rebbie Jackson, sorella maggiore del cantante, Janet Jackson, sua sorella minore, Randy Jackson, fratello minore, e Prince Michael II° (Blanket-Bigi), figlio terzogenito di Michael Jackson, devono ancora essere annunciati o non appariranno nel film per questioni legali, e i loro possibili interpreti sono stati fonte di speculazioni online.

## Produzione

### Sviluppo
Il progetto per la realizzazione di un film su Michael Jackson è stato annunciato a novembre 2019, quando il produttore Graham King si era assicurato i diritti, con John Logan pronto a scrivere la sceneggiatura.
Nel febbraio 2022, Lionsgate ha acquisito i diritti di distribuzione del film. Nel giugno 2022 è iniziata la ricerca degli attori, con Kimberly Hardin come direttrice del casting.
Nel gennaio 2023, Antoine Fuqua è stato annunciato come regista del progetto. Nello stesso mese è stato annunciato anche Jaafar Jackson nel ruolo principale. Nel gennaio 2024 viene annunciato che la giovane star del web Juliano Krue Valdi, noto per i suoi video in cui balla come Michael, è stato scelto per interpretare la popstar nei suoi anni d'infanzia. Nello stesso mese, vengono annunciati Colman Domingo nel ruolo di Joseph Jackson e Nia Long in quello della madre Katherine. Il 6 febbraio viene annunciato Miles Teller nel ruolo di John Branca. Il 28 febbraio sono stati annunciati coloro che interpreteranno il resto dei Jackson 5, per un totale di 8 attori per i loro periodi da adolescenti e da adulti.
Riguardo al progetto, il produttore ha dichiarato alla risvista Variety:
(Graham King a Variety, 2024)

### Riprese
Le riprese del film sono iniziate il 23 gennaio 2024, come annunciato da Jaafar Jackson nei suoi profili social. Nel team al lavoro sul film ci sono il direttore della fotografia Dion Beebe, la scenografa Barbara Ling, Marci Rodgers che si occuperà dei costumi, i coreografi Rich + Tone, il make up artist Bill Corso, la responsabile delle acconciature Carla Farmer, il supervisore alle musiche John Warhurst, e il supervisore degli effetti speciali Louis Morin.
Il 13 febbraio 2024 è stata pubblicata, tramite i profili social di Michael Jackson, la prima foto ufficiale dalle riprese del film che ritrae Jaafar mentre si esibisce in Man In The Mirror durante il Dangerous World Tour.
Il 15 aprile 2024, dopo varie riprese in vari set, la produzione del film si è spostata al Neverland Ranch (restaurato e ricostruito fedelmente a com'era negli anni d'oro) così come precedentemente, dal 18 al 22 marzo, sono state girate scene nella proprietà dei Jackson ad Hayvenhurst, a Encino. Dal 24 al 29 maggio la troupe si è spostata sulla Union Pacific Avenue, 3600 E a Los Angeles, dove venne girata la scena del ballo degli zombi del videoclip di Thriller nel 1983, per ricreare le scene del famoso video. Il 31 maggio 2024, viene annunciato su tutte le pagine social della produzione che le riprese del biopic sono state ultimate il giorno prima. A inizio 2025 sono iniziate a circolare voci su come un intero atto del film sarebbe dovuto essere girato di nuovo a causa di controversie legate alla comparsa di Jordan Chandler, presunta vittima di molestie sessuali da parte del cantante, che per ragioni contrattuali non poteva essere menzionato.
Alcune riprese aggiuntive sono state effettuate nel corso del 2025, sfruttando la posticipazione del film.

### Anticipazioni
Il 10 aprile 2024 la Lionsgate ha presentato il biopic al CinemaCon di Las Vegas, mostrando in anteprima filmati dalle riprese con l'aggiunta di quello che dalle descrizioni dei reporter sembrerebbe essere un primo trailer del film (probabilmente non definitivo, poiché la produzione del biopic a tale data risulta ancora a metà).

### Budget
Il budget messo a disposizione per la realizzazione del film è di 155 milioni di dollari.

## Distribuzione
Distribuito dalla Lionsgate negli Stati Uniti e dalla Universal Pictures a livello internazionale, è stato inizialmente annunciato nelle sale per il 18 aprile 2025,  per poi essere rimandato al 3 ottobre 2025 per ragioni tecniche tra le quali la necessità di contenere almeno 30 canzoni del cantante e la sua complessa storia di vita, per avere più tempo per perfezionare il montaggio in post-produzione, per elaborare una strategia pubblicitaria coerente oltre che per aumentare la probabilità di candidature agli Oscar e ad altri premi importanti.
Dopo alcuni mesi di totale silenzio, il 22 maggio 2025 Lionsgate ha confermato che il film sarà posticipato di nuovo, con una data di distribuzione non specificata fino al 24 luglio successivo, giorno in cui è stata fissata come data di uscita il 24 aprile 2026. I motivi delle varie posticipazioni sarebbero legati a ragioni tecniche e contrattuali, i registi hanno anche proposto la possibilità che il film venga diviso in due parti data la sua lunghezza di circa 3 ore e mezzo.

## Critiche
Sebbene non sia stato ancora del tutto specificato, risulterebbe che il film potrebbe non accennare completamente alle accuse di molestie sessuali portate avanti contro il cantante. Questo ha portato a varie critiche contro il film e la sua produzione da parte dei colpevolisti, temendo che la pellicola possa presentare una "versione non completa del cantante, ignorando tutte le sue controversie". In particolare Dan Reed, il regista di Leaving Neverland, ha pesantemente criticato la pubblicazione del lungometraggio, suggerendone addirittura la cancellazione.
A seguito, Graham King ha annunciato che la biopic "non unificherà ma umanizzerà la storia del cantante, entrando nel dettaglio in tutto con uno sguardo senza pregiudizi", rendendo ancora meno chiaro cosa ci sarà nel film e cosa no. In seguito King ha reso noto che le accuse del 1993 saranno presenti nel film, cosa che ha causato diverse controversie con l'Estate di Michael Jackson, che aveva proibito la menzione delle accuse nel progetto.